# Arrondissement de Vulkaneifel
 (mars 2025).
Si vous disposez d'ouvrages ou d'articles de référence ou si vous connaissez des sites web de qualité traitant du thème abordé ici, merci de compléter l'article en donnant les références utiles à sa vérifiabilité et en les liant à la section « Notes et références ».
L'arrondissement de Vulkaneifel est un arrondissement ("Landkreis" en allemand) de Rhénanie-Palatinat (Allemagne). Son chef lieu est Daun.
Au 31 décembre 2022, sa population est de 61 769 habitants.

## Villes, communes & communautés d'administration
(nombre d'habitants en 2006)
Communes fusionnées avec leurs municipalités associées
Siège des communes associées *
| - 1. Commune fusionnée de Daun 1. Betteldorf (291) 2. Bleckhausen (310) 3. Brockscheid (210) 4. Darscheid (832) 5. Daun, ville * (8 364) 6. Demerath (322) 7. Deudesfeld (392) 8. Dockweiler (665) 9. Dreis-Brück (931) 10. Ellscheid (289) 11. Gefell (97) 12. Gillenfeld (1 453) 13. Hinterweiler (226) 14. Hörscheid (141) 15. Immerath (260) 16. Kirchweiler (379) 17. Kradenbach (158) 18. Mehren (1 412) 19. Meisburg (251) 20. Mückeln (225) 21. Nerdlen (218) 22. Niederstadtfeld (478) 23. Oberstadtfeld (602) 24. Sarmersbach (187) 25. Saxler (78) 26. Schalkenmehren (595) 27. Schönbach (280) 28. Schutz (149) 29. Steineberg (249) 30. Steiningen (207) 31. Strohn (502) 32. Strotzbüsch (432) 33. Udler (302) 34. Üdersdorf (1 123) 35. Utzerath (184) 36. Wallenborn (472) 37. Weidenbach (267) 38. Winkel (Eifel) (154) | - 2. Commune fusionnée de Gerolstein 1. Berlingen (195) 2. Birresborn (1 227) 3. Densborn (599) 4. Duppach (301) 5. Gerolstein, ville * (7 563) 6. Hohenfels-Essingen (371) 7. Kalenborn-Scheuern (482) 8. Kopp (187) 9. Mürlenbach (620) 10. Neroth (893) 11. Pelm (1 003) 12. Rockeskyll (270) 13. Salm (354) - 3. Commune fusionnée de Hillesheim 1. Basberg (69) 2. Berndorf (526) 3. Dohm-Lammersdorf (155) 4. Hillesheim, ville * (3 190) 5. Kerpen (Eifel) (432) 6. Nohn (441) 7. Oberbettingen (717) 8. Oberehe-Stroheich (347) 9. Üxheim (1 401) 10. Walsdorf (926) 11. Wiesbaum (615) | - 4. Commune fusionnée de Kelberg 1. Arbach (152) 2. Beinhausen (84) 3. Bereborn (115) 4. Berenbach (182) 5. Bodenbach (229) 6. Bongard (247) 7. Borler (87) 8. Boxberg (210) 9. Brücktal (95) 10. Drees (160) 11. Gelenberg (101) 12. Gunderath (134) 13. Höchstberg (355) 14. Hörschhausen (163) 15. Horperath (121) 16. Kaperich (174) 17. Katzwinkel (128) 18. Kelberg * (1 963) 19. Kirsbach (81) 20. Kötterichen (118) 21. Kolverath (119) 22. Lirstal (229) 23. Mannebach (239) 24. Mosbruch (162) 25. Neichen (145) 26. Nitz (48) 27. Oberelz (140) 28. Reimerath (66) 29. Retterath (374) 30. Sassen (85) 31. Uersfeld (736) 32. Ueß (55) 33. Welcherath (125) - 5. Commune fusionnée de Obere Kyll 1. Birgel (494) 2. Esch (520) 3. Feusdorf (559) 4. Gönnersdorf (547) 5. Hallschlag (548) 6. Jünkerath * (1 645) 7. Kerschenbach (179) 8. Lissendorf (1 081) 9. Ormont (388) 10. Reuth (213) 11. Scheid (126) 12. Schüller (349) 13. Stadtkyll (1 516) 14. Steffeln (655) |

## Administrateurs de l'arrondissement
- –000–1817: Matthias Rosbach (de)
- 1817–1839: Ernst Avenarius (de)
- 1839–1851: Heinrich Friedrich von Selasinsky (de)
- 1851:–0000 Johann Saurborn (de)
- 1851–1865: Alwin Aschenborn (de)
- 1865–1871: Ferdinand Foerster (de)
- 1871–1876: Peter Eich (de)
- 1876–1881: Ferdinand Rintelen (de)
- 1881–1885: Franz Gehle (de)
- 1885–1889: Franz von Brühl (de)
- 1889–1906: Maximilian Gfrörer von Ehrenberg (de)
- 1907–1922: Otto Weismüller (de)
- 1922–1923: Adolf Varain (de)
- 1924–1933: August Liessem (de)
- 1933–1940: Paul Wirtz (de) (NSDAP)
- 1940:–0000 Max Ringel (de)
- 1940–1944: Alexander Schlemmer (de)
- 1944–1945: Karl Heinrich Fielitz (de)
- 1945:–0000 Toni Baur (de)
- 1945:–0000 Otto Marx (de)
- 1945–1952: Johann Feldges (de)
- 1952–1955: Johannes Rieder (de)
- 1956–1973: Martin Urbanus (de)
- 1973–1977: Johann Wilhelm Römer (de) (CDU)
- 1977–1990: Karl-Adolf Orth (de) (CDU)
- 1990–1999: Albert Nell (de) (CDU)
- 1999–2013: Heinz Onnertz (de) (sans étiquette)
- 2013–2021: Heinz-Peter Thiel (de) (sans étiquette)
- depuis 2021: Julia Gieseking (de) (SPD)